# 百政
百政（?—?），西汉南阳郡（治今河南南阳）人，汉武帝时农民起义领袖。天汉年间（前100年—前97年）与梅免领导南阳地区农民起义。
汉武帝后期，战争频繁，赋税徭役繁重，人民穷困，被迫纷起反抗。天汉年间，百政不堪酷吏暴政，与同郡梅免聚众千人领导农民起义，活动于南阳地区。进攻城邑，夺取仓库兵器，释放死罪囚犯，缚辱诛杀郡守、都尉等二千石官吏，声势浩大，互相呼应，官府不能制。几年后，武帝命光禄大夫范昆率领绣衣御史以虎符发兵进击，颁布“沉命法”，百政、梅免起义终被镇压。但义军散卒仍多继续坚持斗争。